# Richard Justin
Richard Justin Lado (* 5. Oktober 1979 in Khartum; in einigen Quellen auch Richard Gastin Lado) ist ein südsudanesischer ehemaliger Fußballspieler. Er spielte in der Abwehr oder im defensiven Mittelfeld.

## Karriere

### Verein
Justin begann seine Karriere 1999 beim sudanesischen Erstligisten Al-Hilal Omdurman. Dort spielte er zehn Jahre bis 2009. Sein dortiges Engagement wurde nur durch drei Leihgeschäfte unterbrochen. In der Saison 2003/04 spielte er beim ägyptischen Erstligisten Ismaily SC, in der Saison 2005/06 beim Erstligisten Dibba Al-Hisn SC aus den Vereinigten Arabischen Emiraten und in der Saison 2008/09 beim omanischen Erstligisten Muscat Club. Anfang 2010 wechselte er zum sudanesischen Erstligisten Khartoum Club und drei Jahre später schloss er sich dem Al-Malakia FC im Südsudan an.

### Nationalmannschaft
Von 2000 bis 2008 spielte Justin 38 Mal (5 Tore) für die sudanesische Fußballnationalmannschaft und nahm mit ihr an der Fußball-Afrikameisterschaft 2008 teil. Dort kam er in der Vorrunde in allen drei Spielen zum Einsatz. Mit drei Niederlagen belegte der Sudan den letzten Platz und schied aus.
Am 10. Juli 2012 stand er im Aufgebot der südsudanesischen Fußballnationalmannschaft bei ihrem ersten Länderspiel gegen Uganda. Beim 2:2 erzielte er durch einen verwandelten Elfmeter das erste Länderspieltor für den südsudanesischen Verband. Bis 2015 absolvierte er dort 8 Partien und erzielte dabei zwei Treffer.